# إيمانويل جولدمان
إيمانويل جولدمان أستاذ علم الأحياء الدقيقة بجامعة روتجرز. في يوليو 2020، تساءل عن قابِليَة التَطبيقِ الواقِعي للأبحاثِ التي أظهَرت أن رِوايَِة فيروس كورونا يمكن أن تعيش على الأسطح.
ومعَ ذلك، يقول، «في رأيي، فإن فُرصَة انتِقال العَدوى عَبر الأسطُح غير الحَيةِ ضئيلة جدًا، وفقط في الحالاتِ التي يَسعُل فيها الشَخص المُصاب أو يعطس على السطح، ويُلامِس شخص آخر ذلك السطح بعد فترةٍ وجيزةٍ من السُعال أو العَطس (خلال1-2 ساعة).»
تخرَجَ جولدمان من مدرسة برونكس الثانوية للعلوم في عام 1962، جامعة برانديز (1966، بكالوريوس بامتياز في الكيمياء) وأكمل درجة الدكتوراه في الكيمياء الحَيوِية في معهد ماساتشوستس للتكنولوجيا في عام 1972. قام بعمل ما بعد الدكتوراه في كلية الطب بجامعة هارفارد وجامعة كاليفورنيا(إرفاين).